# Ли Жусун
Ли Жусун (1549—1598) — китайский военачальник династии Мин, главнокомандующий китайской армией в начале Имдинской войны (1592—1598).

## Биография
Родился 1549 году в Телине, Ляодунский полуостров (Империя Мин). Старший из девяти сыновей известного китайского военачальника Ли Чэнляна, прославившегося в боях с монголами и чжурчжэнями. Основываясь на исторических документах, предок Ли Жусуна в 6-м поколении, Ли Ин (李英), был первоначально из уезда Чхосан (초산군 /山山郡) в современной Северной Корее, однако есть исторические документы, которые утверждают, что дальнейшие предки семьи Ли были из центрального Китая, которые переехали в Корею во время войны.
Ли Жусун отличился в начале 1592 года, когда ему удалось подавить крупное восстание в провинции Нинся. Минская армия в течение шести месяцев безуспешно осаждала столицу провинции, где укрывались силы восставших. После прибытия Ли Жусуна город пал после трехмесячной осады. Ли Жусун сумел направить воды Хуанхэ прямо в город, что привело к его падению в октябре 1592 года.
В конце 1592 года Ли Жусун был назначен главнокомандующим китайской армии, отправленной императором Ваньли на помощь вану Кореи в войне против японцев. В январе 1593 года во главе 36-тысячной армии Ли Жусун вступил в Корею, где соединился с остатками разбитой корейской армии. В битве под Пхеньяном 6-8 февраля того же года Ли Жусун разбил японское войско под командованием Кониси Юкинаги. Через пару недель Ли Жусун отбил у японцев город Кэсон. Когда Ли Жусун двинулся на юг к корейской столице Ханян (современный Сеул), но 27 февраля 1593 года в битве под Пёгчегваном потерпел поражение от японской армии под командованием Кобаякавы Такакагэ и вынужден был отступить на север. В течение двух месяцев после этого поражения Ли Жусун смог отбить Ханян. Он приказал китайским и корейским войскам воздержаться от убийства всех японских солдат и предоставить им право отступить.
В апреле 1598 года монголы вторглись в китайскую провинцию Ляодун. Ли Жусун, командуя небольшим разведывательным отрядом, был окружен превосходящими силами монголов. Он не смог вырваться из окружения, был схвачен и впоследствии убит.